# Бардински рејон
Бардински рејон (азер. Bərdə rayonu), једна је од 78 административно-територијалних јединица Азербејџана. Налази се у пределу региона Аран. Административни центар рејона се налази у граду Барда. 
Бардински рејон обухвата површину од 957 km² и има 143.900 становника (подаци из 2011). 
Административно, рејон се даље дели у 110 мањих општина.